# Tonya Edwards
Tony Edwards, née le 13 mars 1968 à Flint, dans le Michigan, est une joueuse et entraîneuse américaine de basket-ball. Elle évolue durant sa carrière au poste d'arrière.

## Palmarès
- Championne NCAA 1987, 1989
- MOP du championnat NCAA 1987